# Haripur (Himachal Pradesh)
Haripur és una població de l'Índia a l'estat d'Himachal Pradesh, districte de Kangra, a 32° 00′ N, 76° 12′ E / 32.000°N,76.200°E. La seva població el 1868 era de 3.285 habitants, el 1881 de 2.174, el 1901 de 2.243. Fou l'antiga capital d'un dels estats katochs, conegut com a Guler o Haripur. Fou part del Panjab entre 1813 i 1956 quan Himachal Pradesh va esdevenir territori (el 1971 va esdevenir estat).
Segons la tradició fou fundada al segle XIII per Hari Chand, un raja de Kangra; Hari va desaparèixer en una cacera i el seu germà va pujar al tron, però el desaparegut només havia caigut a un pou sec i va poder sortir; llavors no va voler arrabassar el tron al seu germà i va fundar una nova ciutat com a capçalera d'un nou principat; la ciutat es va construir a la riba del Ban Ganga, a uns 15 km al sud-oest de Kangra. El 1813 se'n va apoderar per traïció Ranjit Singh i va posar fi a la dinastia annexionant el territori. Una branca jove de la família regnant encara viu a la població, però la branca major sobirana va emigrar durant el domini sikh i es va establir a la veïna Nandpur.